# 1960

## أحداث

### يناير
- يناير - حالة الطوارئ تنتهي في كينيا مع انتهاء ثورة الماو ماو.
- 1 يناير - افتتاح الدورة الثالثة للمجلس الوطني للثورة الجزائرية بطرابلس (ليبيا).
- 1 يناير - استقلال الكاميرون.
- 9 يناير - البدء في بناء السد العالي.
- 14 يناير - إنشاء بنك الكومنولث.
- 19 يناير - توقيع معاهدة التعاون والأمن المشتركين بين الولايات المتحدة الأمريكية واليابان في واشنطن
- 21 يناير - انهيار منجم في كولدبروك في جنوب أفريقيا ومقتل 437 شخصا.
- 22 يناير - الرئيس الفرنسي تشارلز ديجول يطرد جاك ماسو قائد القوات العسكرية الفرنسية في الجزائر.
- أحمدو أهيجو يتولى منصب أول رئيس للكاميرون.

### فبراير
- 13 فبراير - فرنسا تجرب أول تفجير نووي.
- 29 فبراير - زلزال يضرب مدينة أكادير المغربية.

### مارس
- 21 مارس - مذبحة شاربفيل في جنوب أفريقيا.

### أبريل
- 27 أبريل - استقلال توغو من فرنسا.

### يونيو
- 26 يونيو - استقلال إقليم صوماليلاند عن الاحتلال البريطاني ورفع العلم الصومالي في هرجيسا
- 29 يونيو - الرئيس الكوبي فيدل كاسترو يمنع شركة البترول الأمريكية تكساكو ويصادر ممتلكاتها.

### يوليو
- 1 يوليو - استقلال جنوب الصومال عن الاحتلال الإيطالي ووحدة شمال الصومال بجنوبها باسم الصومال
- 14 يوليو - إنشاء كلية طب جامعة أسيوط.

### أغسطس
- 1 أغسطس - استقلال بنين من فرنسا.
- 3 أغسطس - استقلال النيجر من فرنسا.
- 5 أغسطس - استقلال بوركينا فاسو من فرنسا.
- 11 أغسطس - استقلال تشاد من فرنسا.
- 16 أغسطس - قبرص تعلن استقلالها من بريطانيا.
- 17 أغسطس - الغابون تعلن استقلالها من فرنسا
- 20 أغسطس - استقلال السنغال من فرنسا.

### سبتمبر
- 14 سبتمبر - العراق وإيران والكويت والسعودية يأسسون منظمة أوبك في عامها التاسع والخمسين
- 22 سبتمبر - استقلال مالي من فرنسا.

### نوفمبر
- 28 نوفمبر - موريتانيا تحصل على الاستقلال رسميا عن الاحتلال الفرنسي، وتنصيب مختار ولد دادة رئيسا للدولة.
- 30 ديسمبر - افتتاح مطار دبي الدولي في الإمارات العربية المتحدة.

## مواليد
- غالب بن الشيخ
- آندرو دوق يورك
- آيرتون سينا
- أبو قتادة الفلسطيني
- أبيل ريسينو
- أحمد جلال إبراهيم
- أحمد جودة
- حسين محمد سهيل
- أحمد شوبير
- أسعد أبو خليل
- ألكساندر زرنياتنسكي
- أنتوني روبنز
- أندرس هيلسبرغ
- أندريا زيمن
- علي رديش دغريري
- أندرياس بريمه
- أنوشكا
- أنيس الدغيدي
- أوفه باين
- أوليفيا كلاينكنيشت
- إلهام شاهين
- إنيو ماركيتو
- إيدي فورديكرز
- إيرين بروكوفيتش
- إيغور بيلانوف
- إيفان غوديلي
- إيفان ليندل
- إيك إيمل
- إيليا سليمان
- إيوان إندوني
- إيوجين كابونغو
- الحبيب الغريبي
- باكي بونر
- بريندا سترونغ
- بونو
- بيت إريكسن
- بيتر ميكلسين
- بيرنارد باردو
- بيير ليتبارسكي
- بييرلويجي كولينا
- تاكاشي ماتسوياما
- توماس رينونيس
- توماس هادن تشورتش
- توميسلاف إيفكوفيتش
- تيلدا سوينتون
- جاك أ. ماركيل
- جان بيار ميليلي
- جان بيير أورتس
- جان بيير باد
- جان جاك ندومبا
- جان فيليب دوراند
- جبور مكاريوس
- جمال دملج
- جمال عمارة
- جمال مناد
- جمال منصور
- جواد البولاني
- جوزيف تشوفانيتش
- جوليان مور
- جيرمي كلاركسون
- جين كلود فان دام
- جين لنتش
- حبيب ولد محفوظ
- حسام البدري
- حسن جوهر
- حسن مكيات
- حسن نصر الله
- حسين الحاج حسن
- حسين علوان
- حليم بن مبروك
- حمزة يوسف
- حمود سلطان
- حمود فليطح
- خليل الحية
- خوسيه أنتونيو غاريدو
- خوسيه بسييرو
- خوسيه لويس ثباتيرو
- داريل هانا
- دافيد ربينويتز
- دبيتر بوردينسكي
- دوغ جونز
- دوغ هتشيسون
- ديفيد دشوفني
- دييغو رودريغيز فيرنانديز
- دييغو مارادونا
- راشد الشمراني
- رافائيل بينيتيز
- رافاييل بينيتز
- راندي باوش
- رشاش العتيبي
- رضا حسيني نسب
- رودي فولر
- روزفيتا هارينج
- روميريتو
- رونالد هومل
- زياد سحتوت
- سالم نواف الأحمد الصباح
- سارة برايتمان
- ستانلي توكسي
- ستيف بروس
- سمير أبو عيشة
- سمير قصير
- سناء عاصم
- شريف عرفة
- شون بن
- صباح اللامي
- طارق عاكف
- عائض القرني
- عبد الباري الثبيتي
- عبد الحكيم مراد
- عبد الخالق المختار
- عبد العظيم المهتدي البحراني
- عبد الله عبد الله
- عبلة كامل
- عزيز بودربالة
- علي بحر
- علي علوي
- علي عمار (سياسي لبناني)
- علي ماهر باشا
- عمر دفاف
- غابرييل كالديرون
- غاري لينيكر
- فرانشيسكو رومانو
- فرانكو باريزي
- فريد الأنصاري
- فهد العتيق
- فهد سعد العبد الله الصباح
- فيليب دوق برابانت
- كريس وادل
- كريستين سكوت توماس
- كريغ ميلو
- كلاوديو بوليزي
- كلود روبين
- كيم ميلتون نيلسن
- لازاروس فورياديس
- لوسي
- لويس أوليفيرا غونكالفز
- ليم كي تشونغ
- ليوبومير رادانوفيتش
- مؤيد الحداد
- مارسيل ديب
- مارك سانفورد
- ماركو إلسنر
- ماريو ريلمي
- ماورو تاسوتي
- محمد التيمومي
- محمد العليم
- محمد بازداريفيتش
- محمد حبش
- محمد ضيف الله
- محمد هدايت نور واحد
- محمود المبحوح
- محيي الدين إبراهيم
- مريم بودربالة
- مسعود محمدي
- مصطفى البياز
- معلومة منت الميداح
- ميتسو فكدا
- ناطق هاشم
- نايجيلا لاوسون
- نجاة عطية
- نجلاء محرم
- نسرين (ممثلة)
- نسيم نقولا طالب
- نورسيلي إيديز
- هانس بفلوغلر
- هوغو ويفنغ
- هيام عباس
- هيو غرانت
- واضح الهاج
- وديع العبيدي
- وليد الجري
- وليم ديمبسكي
- ويم كوفرمانس
- يان ووترس
- يحيى ولد أحمد الواقف
- يفون لي روكس
- يواخيم لوف
- يوليا تيموشينكو

### فبراير
- 7 فبراير - ياسُنوري ماتسُموتو، ممثل أداء صوتي ياباني.
- 10 فبراير - الشيخ أ.د. عبد الرحمن بن عبد العزيز السديس - إمام وخطيب بالمسجد الحرام من المملكة العربية السعودية والرئيس العام لشؤون المسجد الحرام والمسجد النبوي.
- 12 فبراير، جعفر محمود آدم.
- 28 فبراير - تورو أوكاوا، ممثل أداء صوتي ياباني.
- 29 فبراير - المغني الشاب خالد الجزائري.

### مارس
- 9 مارس - عادل سميث، مؤسس الاتحاد الإيطالي المسلمين.

### مايو
- 19 مايو - ياسنوري إيواساكي، ملحن ياباني.
- 22 مايو - هيدياكي أنو، مخرج ورسام أنمي ياباني.

### يونيو
- 1 يونيو - بشير غنيم، ممثل سعودي.
- 9 يونيو - دان سوليفان، سياسي أسترالي.

### يوليو
- 1 يوليو - كوجي إيشي، ممثل أداء صوتي ياباني.

### أغسطس
- 10 أغسطس - أنطونيو بانديراس، ممثل إسباني.
- 31 أغسطس - حسن نصر الله أمين عام حزب الله اللبناني

### أكتوبر
- 21 أكتوبر - أكيرا سنجو، ملحن ياباني.
- 10 أكتوبر - خديجة عريب، سياسية هولندية من أصول مغربية.

### نوفمبر
- ؟؟ نوفمبر - عبلة كامل، ممثلة مصرية.
- 15 نوفمبر - عائشة جامع، ناشطة اجتماعية من الصومال.

### ديسمبر
- 24 ديسمبر - غلين مكوين، رسام رسوم متحركة أمريكي (توفي 2002).
- 31 ديسمبر - وفيق الزعيم، ممثل سوري

## وفيات
- أحمد عارف الزين
- أرشيبالد ماكندو
- أغنس أربر
- ألبرت كسلرنغ
- ألبير كامو
- أمان الله خان
- أوزوالد ويست
- إيجور فاسيليفتش خرشاتوف
- بديع الزمان سعيد النورسي
- بوريس باسترناك
- جورج لوسون شيلدون
- جون هاري سانت فليبي
- حايم نحوم
- حسين سري باشا
- خليفة بن حارب
- سعد بن عبد العزيز بن حيان
- عبد الباسط الصوفي
- عثمان أباظة
- فهد بورسلي
- كلارك غيبل
- ليونتينه فون فينترفيلد بلاتن
- ماك سينيت
- ماكس فون لاوي
- محمد سلطان الخجندي
- هاشم الأتاسي
- ويلهلم بييك
- 1 مارس - فرج عمارة - قائد عسكري وسياسي عراقي.
- كاريل أبسولون، عالم تشيكي.
- 27 مايو - روبرت ثورن، إحاثي من الولايات المتحدة الأمريكية.

## نال جائزة نوبل
- في الفيزياء – الأمريكي دونالد جلاسر.
- في الكيمياء – الأمريكي ويلارد ليبي.
- في الطب – مناصفة بين الأسترالي فرانك بورنت وبيتر مدور.
- في الأدب – الفرنسي سان جون بيرس.
- في السلام – جنوب أفريقي ألبرت جون لوتولي.

## تأسيسات
- الاتحاد العربي للمحاربين القدماء وضحايا الحرب.